# Maladera prabangana
Maladera prabangana är en skalbaggsart som beskrevs av Brenske 1899. Maladera prabangana ingår i släktet Maladera och familjen Melolonthidae. Inga underarter finns listade i Catalogue of Life.